# AOD-Verfahren
Das AOD-Verfahren (von englisch argon oxygen decarburization; deutsch Argon-Sauerstoff-Entkohlung) ist ein Konverter-Frischverfahren zur Herstellung von rostfreiem Stahl und anderen hochlegierten Stählen. 
Entwickelt wurde das Verfahren 1954 von dem US-Unternehmen Praxair. 2007 waren weltweit ca. 130 AOD-Konverter mit Kapazitäten zwischen 1 und 160 Tonnen im Einsatz.

## Prozess
Der zu behandelnde Rohstahl wird in der Regel aus Schrott im Lichtbogenofen gewonnen und dann zur Durchführung des AOD-Prozesses in einen sogenannten Konverter gefüllt. Der Prozess ähnelt dem Linz-Donawitz-Verfahren, unterscheidet sich von diesem aber darin, dass kein reiner Sauerstoff aufgeblasen, sondern ein Argon-Sauerstoff-Gemisch durch Düsen in der Konverterwandung in die Stahlschmelze eingeblasen wird. Der Sauerstoffanteil im Mischgas wird während des etwa einstündigen Blasens kontinuierlich reduziert – üblicherweise von etwa 80 Prozent auf 20 Prozent. Die Zufuhr erfolgt über Düsen im Boden und in den Seitenwänden des Konverters. 
Durch die Zumischung von Argon als Inertgas wird der Partialdruck des Sauerstoffs gesenkt. Das begünstigt die Oxidation des Kohlenstoffs, während die unerwünschte Verschlackung von Legierungsmetallen wie Chrom und Mangan zurückgedrängt wird.
Vollständig verhindern lässt sich diese Verschlackung jedoch nicht.
{\displaystyle \mathrm {3CO_{(Gas)}+2Cr_{(Schmelze)}\longrightarrow Cr_{2}O_{3(Schlacke)}+3C_{(Schmelze)}} }
Um die dabei oxidierten Metalle zurückzugewinnen, wird die Schlacke nach dem Frischen durch die Zugabe von Kalk und Silikaten reduziert. Anschließend wird die Schmelze mit gebranntem Kalk entschwefelt. 
Für eine bessere Durchmischung wird die Schmelze während der Reduktion und Entschwefelung mit reinem Argon beblasen.

## Verbrauchswerte
Am Ende des Prozesses beträgt der Kohlenstoffgehalt im Stahl nur noch rund 0,015 Prozent. Etwa zwei Prozent Chrom gehen verloren. Pro Tonne Stahl werden 25 Kubikmeter Sauerstoff und 20 Kubikmeter Argon verbraucht. Um die Kosten zu senken, wird Argon zu Beginn des Prozesses mitunter durch Stickstoff oder Druckluft ersetzt. Bis zu 7 Tonnen Kalk werden verbraucht.